# Cercodemas
Cercodemas is een geslacht van zeekomkommers uit de familie Cucumariidae.

## Soorten
- Cercodemas anceps Selenka, 1867